# Jules Gasser
Pour les articles homonymes, voir Gasser.
Jules Gasser, né le 11 avril 1865 à Riervescemont (Territoire de Belfort) et mort le 28 mai 1958 à Oran, est un chirurgien et homme politique français. Il fut candidat à l'élection présidentielle française de 1947 qui avait pour but de désigner le premier président de la IVe République française.

## Parcours politique
Jules Gasser occupe une vie politique bien remplie. Il fut, entre autres :
- membre du Groupe de la Gauche démocratique et du Rassemblement des gauches républicaines
- conseiller général d'Oran de 1902 à 1925
- président du conseil général d'Oran en 1920
- maire d'Oran de 1912 à 1921 et de 1942 à 1945
- élu sénateur d'Oran le 17 juillet 1921 (succédant à Eugène Étienne, décédé) jusqu'au 9 janvier 1927 (battu par Paul Saurin)
- élu le 8 décembre 1946 sénateur d'Oran, doyen d'âge, réélu le 7 novembre 1948 jusqu'au 18 mai 1952.

## Candidat à l'élection présidentielle française de 1947
Candidat à l'élection présidentielle française de 1947, Jules Gasser représente le Parti radical. Au premier tour, il obtient 13.82 % (soit 122 voix). Il n'est pas élu face au socialiste Vincent Auriol, proche de Léon Blum, qui lui est élu dès le premier tour de scrutin.

## Vie privée
Médecin, il fut marié à Yvette Pendroux-Casserle, née en 1870 et décédée en 1949, en premières noces, dont il eut trois enfants, Paul (1900) et Marc (1904), ainsi qu'une fille décédée très jeune.
Il se remaria en secondes noces avec Suzanne Charbit, née en 1914 et décédée en 1992, fille de l'homme d'affaires David Charbit.
Sa petite-fille, Marie-Odile (née en 1929, décédée en 1998) fut secrétaire de Georges Pompidou de 1969 à 1973.

## Fiche sur le site du Sénat
- Ressource relative à la recherche :   - La France savante
- Ressource relative à la vie publique :   - Sénat
- Notices d'autorité :   - VIAF
  - ISNI
  - BnF (données)
  - IdRef
  - LCCN
  - Italie
  - NUKAT